# Disciplina de partido
La disciplina de partido es la capacidad de un grupo parlamentario de un partido político para lograr que sus miembros apoyen las políticas del liderazgo de su partido. Por lo general se refiere al control que los líderes del partido tienen sobre sus miembros del partido en la legislatura.
Romper la disciplina partidaria en las votaciones parlamentarias puede dar lugar a una serie de sanciones, como no ser promovido a un puesto en el gabinete y perder otras ventajas del escaño o la negación de participar en la lista del partido en las próximas elecciones. El desacuerdo con la bancada partidaria puede ser tan fuerte que abandonen el partido para unirse a otra bancada parlamentaria o convertirse en independientes, lo que se conoce como cruzar la cancha o transfuguismo. Con la disciplina partidista, existe una regla no escrita que presiona a los parlamentarios a comprometer sus creencias si entran en conflicto con las decisiones tomadas por el resto del partido, causado por las ambiciones e intereses que causan los sistemas electorales, en el caso del sistema de elección proporcional la disciplina del partido es tan alta que los miembros del parlamento representan al líder del partido que les concedió un lugar en las listas electorales y no a los electores, en estos países los jefes de partido son personajes muy conocidos por la sociedad; en el sistema electoral mayoritario la disciplina del partido es muy débil o inexistente debido a que no hay listas electorales de partido y los jefes de partido son una figura sin relevancia en la sociedad, aunque en algunos países con este sistema hay leyes que otorgan poder a las cúpulas de los partidos para castigar a los diputados si no siguen la disciplina del partido.
En muchos sistemas políticos, un miembro de cada partido es oficialmente designado o elegido como "látigo" (Whip), cuya función es hacer cumplir la disciplina del partido.

## Fuerte disciplina partidaria
El término tiene un significado algo diferente en el sistema político de la República Popular China que es un estado de partidos bajo el liderazgo del Partido Comunista que son órganos estatales y con estricta exclusividad para la participación política. En este caso, se refiere a sanciones administrativas tales como multas o expulsión que el Partido Comunista de China puede imponer a sus miembros por acciones tales como corrupción o desacuerdo con el partido.
Otros ejemplos de una fuerte disciplina de partido incluyen la Sección Francesa de la Internacional Obrera y el Partido Comunista Francés.
En España, se produce una disciplina obligatoria y en caso de romperla se imponen multas a los parlamentarios.
La disciplina partidista tiende a ser fuerte en los países que usan el sistema Westminster, como el Reino Unido, Canadá, Australia, Nueva Zelanda y la India, en el cual un voto de la legislatura contra el gobierno se entiende, por convención, para causar el "colapso" del gobierno. Por lo tanto, es raro que los miembros voten en contra de los deseos de su partido. Los líderes de los partidos en tales gobiernos a menudo tienen la autoridad legal para expulsar a los miembros del partido que violan la línea del partido.
En países como Nueva Zelanda, que utilizan el sistema de voto proporcional mixto, la disciplina partidista tiende a ser muy alta. Eso es especialmente cierto para los miembros de la lista electoral del partido, que no representan a un electorado. Si no votan en la línea del partido, corren el riesgo de perder su escaño.

## Débil disciplina partidaria
La débil disciplina de partido es usualmente más frecuente en países con el sistema electoral mayoritario, y que no cuentan con legislación que privilegie a las cúpulas de los partidos para castigar a sus miembros.
En los Estados Unidos, el moderno Partido Demócrata y el Partido Republicano tienen una disciplina partidaria débil, los integrantes de los partidos usualmente llegan a votar en contra de su partido o de los tratados hechos por el Presidente, a pesar de ser a la vez integrante del mismo partido. Eso se ilustra con acierto en la votación para la invalidación del veto presidencial de la Ley federal de Justicia contra los Patrocinadores del Terrorismo, en la que el único senador que votó en contra del veto del presidente Barack Obama (Demócrata) fue Harry Reid, el líder nominal demócrata.